# عبد العزيز السيد
عبد العزيز السيد حكم كرة قدم مصري، يشارك حاليًا في الدوري المصري الممتاز.